# Her Luck in London
Her Luck in London er en britisk stumfilm fra 1914 af Maurice Elvey.

## Medvirkende
- A. V. Bramble - Honourable Gerald O'Connor
- Fred Groves - Richard Lenowen
- M. Gray Murray - Stephen Harbourne
- Elisabeth Risdon - Nellie Harbourne